# Lisa Jopt
Lisa Jopt (* 1982 in Siegen) ist eine deutsche Schauspielerin, Hörspiel- und Synchronsprecherin.

## Leben
Lisa Jopt absolvierte von 2006 bis 2010 die Hochschule für Musik und Theater „Felix Mendelssohn Bartholdy“ Leipzig. Bereits während ihres Studiums spielte sie am Schauspiel Leipzig. Ein erstes Engagement führte Jopt an das Essener Grillo-Theater. Nach einem Jahr freiberuflicher Tätigkeit wirkte sie von 2014 bis 2017 am Oldenburgischen Staatstheater, danach für eine Spielzeit am Schauspielhaus Bochum. Hier gründete sie das Kollektiv Rumpel Pumpel Theater. Seit 2018 ist Jopt wieder freischaffend tätig.
Jopt arbeitet auch gelegentlich vor der Kamera sowie als Hörspiel- und Synchronsprecherin. Mit ihrem Schauspielkollegen Johannes Lange produziert sie den Podcast Wofür es sich zu looosen lohnt.
Daneben ist Lisa Jopt umfangreich kulturpolitisch engagiert. Gemeinsam mit Johanna Lücke gründete sie 2015 das ensemble-netzwerk, das sich für bessere Arbeitsbedingungen an öffentlich geförderten Theatern einsetzt, und fungiert als 1. Vorsitzende. Jopt ist Mitglied im Bundesverband Schauspiel, bei ver.di und ProQuote Bühne. Seit Mai 2021 ist sie Präsidentin der Genossenschaft Deutscher Bühnen-Angehöriger.
Lisa Jopt lebt in Icking.

## Filmografie (Auswahl)
- 2005: Fünf Zimmer
- 2009: SOKO Leipzig – Masernparty
- 2009: Schwerkraft
- 2010: Die Geschichte Mitteldeutschlands – Karl Liebknecht – Der Märtyrer der Revolution
- 2013: Nacht über Deutschland – Novemberpogrom 1938
- 2018: Rentnercops – Mord im Dunklen
- 2019: Tatort: Inferno
- 2020: Think Big! – Das Praktikum
- 2020: In aller Freundschaft – Trennungsschmerz
- 2020: SOKO Köln – Lebensretter
- 2021: Tanze Tango mit mir
- 2021: Daheim in den Bergen – Brüder
- 2021: Faltenfrei (Fernsehfilm)
- 2021: Tatort: Und immer gewinnt die Nacht
- 2022: Die Chefin – Ein Hauch von Freiheit
- 2022: Strafe – Der Taucher (Fernsehreihe)
- 2022–2025: Marie fängt Feuer:
  - 2022: Die Feuertaufe
  - 2022: Unbequeme Wahrheiten
  - 2024: Aufbruch ins Ungewisse
  - 2024: Neuanfänge
  - 2024: Herz über Kopf
  - 2024: Hitzewelle
  - 2025: Verschüttet
  - 2025: Vergeben und Vergessen
  - 2025: Lokale Gewitter
  - 2025: Brüder

## Hörspiele
- 2014: Monika Buschey: Der silberne Klang – Regie: Thomas Leutzbach – WDR
- 2017: Benjamin Maack: Ikaria 6 – Regie: Matthias Kapohl – NDR
- 2018: Daniel Kehlmann: Tyll – Regie: Alexander Schuhmacher – WDR
- 2020: Antonio Ruiz-Camacho: Denn sie sterben jung – Regie: Matthias Kapohl – NDR

## Synchronrollen
- seit 1999: Akemi Okamura als Cocoa in One Piece
- 2018: Kujira als Tamae Houjou in Higurashi no Naku Koro ni
- seit 2019: Lolly Adefope als Rosie bzw. Maggie in Miracle Workers

## Auszeichnungen
- 2009: Zweifache Nominierung zur Besten Nachwuchsschauspielerin in der Kritikerumfrage NRW für die Rolle der Tony Buddenbrook in der Essener Inszenierung von Buddenbrooks
- 2011: Haupt- und Publikumspreis beim Theatertreffen deutschsprachiger Schauspielstudenten in Zürich für Ego-Shooter: Generation Peer